# Alfa Pegasi
Az alfa Pegasi — Markab. B9 színképtípusú csillag, körülbelül 140 fényév távolságra. Látszólagos fényessége 2,48m, abszolút fényessége −0,6 M. A csillag spektruma alapján a kék óriáscsillagok közé sorolható. A Pegasus csillagkép harmadik legfényesebb csillaga, egyben a Pegazus-négyszög egyik tagja.